# Office Christmas Party
Office Christmas Party, auch Dirty Office Party, ist eine US-amerikanische Filmkomödie der beiden Regisseure Will Speck und Josh Gordon aus dem Jahr 2016. Der Film kam am 9. Dezember 2016 in die US-amerikanischen Kinos, in Deutschland startete er bereits einen Tag früher.

## Handlung
Die biestige Carol Vanstone ist Interim-CEO des Unternehmens Zenotek, bei welchem ihr Bruder Clay die Niederlassung in Chicago leitet. Der gutmütige Querdenker hat alle Hände voll zu tun, seine Mitarbeiter gegen den ständig wachsenden Erfolgsdruck aus der Unternehmenszentrale abzuschirmen und bemüht sich mit leicht chaotischen Aktionen um die Förderung des Betriebsklimas. Um den Aufsichtsrat von ihrer Managementkompetenz zu überzeugen und sich die CEO-Position auf Dauer zu sichern, will Carol die Belegschaft der angeblich nicht schnell genug wachsenden Niederlassung um 40 Prozent reduzieren. Zur Rettung der Jobs lässt Clay sich gemeinsam mit dem stets positiv gestimmten Chief Technical Officer Josh und einigen anderen Mitarbeitern etwas einfallen: eine spektakuläre Weihnachtsfeier über zwei Etagen und mit allen denkbaren Gimmicks. So wollen sie noch kurz vor Quartalsende Walter Davis beeindrucken. Denn dieser für die Auftragsvergabe zuständige Manager eines potentiellen Großkunden aus der Finanzbranche hat die mangelnde Zenotek-Unternehmenskultur ausdrücklich bemängelt. Da jedoch nichts vorbereitet ist, muss die halbe Belegschaft in aller Eile mit anpacken, um alles Nötige zu organisieren, einzukaufen, Kostüme zu beschaffen und die Büroräume weihnachtlich zu dekorieren. Die Personalchefin Mary ist dabei auf sittengerechtes Verhalten bedacht und verbietet jeglichen Sex in der Firma. Zusätzlich erschwert wird das Ganze durch ein ausdrückliches Partyverbot, das Carol vor ihrer Abreise aus Kostengründen verhängt hat. 
Die Party beginnt jedoch spätestens dann aus dem Ruder zu laufen, als Walter Davis von der Schneemaschine mit Kokain eingenebelt wird, das aus der Handtasche der drogendealenden Prostituierten Savannah in den Nachfüllbehälter der Maschine gelangt ist. War Davis bisher sehr deprimiert und zurückhaltend, wird er jetzt zum „Tornado“ und feiert derart wild mit Clay, dass dieser der Belegschaft signalisiert, dass die Zukunft der Niederlassung gerettet ist.
Carols Flug wurde wegen des schlechten Wetters abgesagt und nachdem sie von einer Uber-Fahrerin über die Party bei „Zenotek“ informiert wird, eilt sie zurück in die Firma. Beim Betreten der Büroräume bietet sich Carol ein Bild des Grauens: halbnackte Angestellte laufen ihr über den Weg und vor lauter Lärm kann Clay sie kaum hören. Carol ist allerdings beeindruckt, dass ihr Bruder tatsächlich für das Geschäft mit Walter Davis dessen Zusage bekommen hat. Doch als sich Walter beim Versuch, mit der Partybeleuchtung durch den Saal zu schwingen verletzt und ins Krankenhaus gebracht werden muss, stellt sich heraus, dass Davis selber entlassen wurde, weil dessen Firma nach Übersee verlegt wird und hier die Geschäfte schließt. Somit ist der Vertrag hinfällig und „Zenotek“ nicht gerettet. Clay verlässt resigniert die Party und seine Mitarbeiter befürchten, dass er in Schwierigkeiten gerät. Josh lässt dessen Handy orten und macht sich mit Carol und Tracy auf die Suche, währenddessen toben sich die Angestellten in der Firma aus, als sie erfahren, dass sie alle entlassen werden sollen. Clay rast derweil durch die Stadt. Inspiriert von einer Szene im Eröffnungsrennen von 2 Fast 2 Furious, will er über eine sich öffnende Klappbrücke über den Chicago River springen. Josh und seine Begleiterinnen, die ihn eingeholt haben, wollen ihn daran hindern und nachdem sich die Fahrzeuge touchieren, landen beide links und rechts der Brücke und verursachen dabei einen stadtweiten Internetausfall.
Josh und einige Angestellte finden sich am nächsten Morgen in einem völlig zerstörten Büro wieder. Der Technikerin Tracey gelingt es dennoch, der ganzen Stadt schnurlosen Internet-Zugang über das Stromnetz (quasi Wireless PowerLAN) zu ermöglichen und damit eine Idee zu verwirklichen, an der sie schon seit vier Jahren gearbeitet hatte. Durch diese Innovation ist die Niederlassung gerettet und alle behalten ihren Job. Carol gelingt es sogar – es ist ja schließlich Weihnachten – ihrem Bruder zu vergeben und sich mit ihm zu versöhnen.

## Hintergrund
Bei dem Film führten Will Speck und Josh Gordon, welche durch ihre Arbeit an Die Eisprinzen (2007) und Umständlich verliebt (2010) bekannt wurden, Regie. Die Dreharbeiten begannen Mitte März 2016 in Atlanta im US-Bundesstaat Georgia. Weitere Aufnahmen fanden ab Ende des Monats in Chicago statt. Das Budget betrug 45 Millionen US-Dollar und brachte 2016 ein Einspielergebnis von 114,5 Millionen US-Dollar.
Der Film spielt in Chicago, das Bürogebäude findet sich am Federal Building Plaza.
Die Unrated-Fassung der Produktion ist gegenüber der Kinoversion rund fünf Minuten länger.

## Kritik
Der Film erhielt überwiegend gemischte Kritiken. Bei Metacritic erhielt der Film einen Metascore von 43/100 basierend auf 33 Rezensionen, bei Rotten Tomatoes waren Stand Anfang 2025 lediglich 41 Prozent von 185 Rezensionen positiv.
Kino.de wertete: „‚Office Christmas Party‘ ist […] weder ein dramaturgisches Meisterwerk noch eine schauspielerische Offenbarung.“ „Trotzdem ist der betriebliche Untergang mit Ansage durchaus witzig. Nicht die ganze Zeit – und wenn, dann auf extrem robusten Niveaus – aber trotzdem. Wenn man die allgegenwärtige Besinnlichkeit der Vorweihnachtszeit mal ziemlich derbe auspendeln möchte, ist man bei den komplett ausufernden Eskapaden der Firma Zanotek gut aufgehoben.“
Bianka Piringer bei kino-zeit.de meinte die Komödie „zerfasert die Handlung an allen Ecken und Enden und es kommt sogar zu einer albernen Mutprobe im Straßenverkehr, bei der ein Auto durch die Luft fliegt. Die Leute erweisen sich als fast so unkaputtbar wie Tom & Jerry. Die Firma gehört natürlich auch zurück ins System katapultiert, notfalls durch eine Art Weihnachtswunder. Aber am Prinzip des Wirtschaftswachstums zu rütteln, das kommt für die Komödie trotz anfänglicher Anspielungen in diese Richtung dann doch nicht infrage.“
filmstarts.de schrieb: „Weihnachtsfeiern mit der versammelten Bürobelegschaft sind ein heißes Pflaster. Enthemmt vom Alkohol und befeuert vom Arbeitsfrust kann einiges passieren, an das man in nüchternem Zustand lieber nicht mehr erinnert werden will. In der Komödie ‚Office Christmas Party‘ […] folgt das Regie-Duo nur einem groben roten Faden […] und reihen wie in einer Nummernrevue sketchartige Szenen aneinander. Die sind immerhin ziemlich oft sehr lustig, wobei der meist arg kindsköpfige Humor und die einfältige Figurenzeichnung sicher nicht jedermanns Geschmack treffen.“
Bei turn-on.de urteilte man, um eine gute Komödie gelingen zu lassen, da „gehört einiges dazu“, was diesem Film jedoch fehlt. „Teils nervige Slapstickeinlagen und Furzwitze, viele stumpfe Gags und Belanglosigkeiten am Fließband machen den Film des Regieduos Josh Gordon und Will Speck (Umständlich verliebt) zu einem Stück, das für Fans der intelligenten Comedy nicht leicht zu ertragen ist.“
Die Kritiker von wessels-filmkritik.com fassten zusammen: „‚Office Christmas Party‘ ist in erster Linie eine große Sause für alle Freunde des schrägen (Weihnachts-)Humors, gehört dank des stark aufgelegten Casts und der hübschen Nebenhandlungsstränge aber eindeutig zu den guten.“